# ایس آرناس
ایس آرناس (به ایتالیایی: Is Arenas) در غرب جزیره ساردینیا واقع است و نزدیک‌ترین شهر به ایس آرناس  در جزیره ساردینیا اوریستانو است. ایس آرناس تا سال ۱۹۵۰ یک بیابان با آب و هوای مدیترانه‌ای بود ولی از آن سال با کاشت درخت کاج دریایی و آکاسیا شورزی تبدیل به یک منطقه محافظت‌شده و توریستی تبدیل شد . ایس آرناس در سال ۱۹۹۵ سایت مورد علاقه جامعه ایتالیایی انتخاب شد . 

## جاذبه‌های توریستی
- زمین گلف ایس آرناس
- پلاژ ایس آرناس